# Asclepias variegata
Asclepias variegata ist eine Pflanzenart der Gattung Seidenpflanzen (Asclepias) aus der Unterfamilie der Seidenpflanzengewächse (Asclepiadoideae).

## Merkmale

### Vegetative Merkmale
Asclepias variegata ist ausdauernde, aufrecht wachsende Pflanze mit einem fleischigen, spindeligen Wurzelstock. Die schlanken, krautigen Triebe sind unverzweigt und 30 bis 120 cm hoch. Sie sind unscheinbar flaumig behaart, die Härchen sind in Linien angeordnet, die von den Nodien herab laufen. Die gegenständigen Blätter sind gestielt, die Stiele sind 1 bis 2 cm lang. Die Blattspreiten sind breit-eiförmig mit einem stumpfwinklige bis zugespitzten äußeren Ende. Die Basis ist breit stumpfwinklig bis gerundet. Sie messen 8 bis 15 cm in der Länge und 4 bis 8 cm in der Breite und sind dunkelgrün. Die Oberseiten sind kahl, die Unterseiten wachsartig und sehr spärlich flaumig behaart.

### Blütenstand und Blüten
Die gestielten Blütenstände stehen gewöhnlich einzeln und sind endständig. Gelegentlich bildet eine Pflanze auch mehrere Blütenstände aus, die seitlich an den obersten Nodien entspringen. In den kugeligen bis halbkugeligen Blütenständen sind die etwa 15 bis 35 Blüten sehr dicht angeordnet. Die Stiele sind eher schlank und 1 bis 7 cm lang. Die fünfzähligen, eher großen, zygomorphen Blüten sind zwittrig und besitzen eine doppelte Blütenhülle. Die Blütenstiele sind 1 bis 2 cm lang. Die Kelchblätter sind eiförmig und etwa 3 mm lang. Die Blütenkrone ist radförmig, die weißen Kronblätter sind 7 bis 8 mm lang. Die einreihige, staminale Nebenkrone ist kurz gestielt, der verkehrt-konische, 1,5 mm lange und 2 bis 2,5 mm breite Stiel ist purpurn gefärbt. Die weißen Zipfel der Nebenkrone sind kapuzenförmig, conduplicate und aufgebläht. Sie sind im Umriss breit-verkehrteiförmig und etwa 2,5 mm lang. Der Sekundärfortsatz legt sich zur Basis zu an die Innenseite an; er ist viel kürzer als die Zipfel (der Nebenkrone). Er ist sichelförmig und scharf nach innen gekrümmt. Der Griffelkopf ist etwa 2 mm lang und 3 mm breit.

### Früchte und Samen
Die Balgfrüchte stehen aufrecht auf U-förmig gekrümmten Stielen. Sie sind schmal-spindelförmig, 10 bis 15 cm lang und 1,5 bis 2 cm dick. Das äußere Ende läuft zu einer Spitze aus. Die Außenseite ist fein flaumig behaart und bläulich-grau. Die Samen sind elliptisch und etwa 5 mm lang. Der weiße Haarschopf ist 2,5 bis 4,5 cm lang.

## Geographische Verbreitung und Ökologie
Die Art kommt in den US-amerikanischen Bundesstaaten Alabama, Arkansas, Connecticut, Delaware, Florida, Georgia, Illinois, Indiana, Kansas, Kentucky, Louisiana, Maryland, Mississippi, Missouri, Nebraska, New Jersey, New York, North Carolina, Ohio, Oklahoma, Pennsylvania, South Carolina, Tennessee, Texas, Virginia, Washington, D.C. und West Virginia sowie im südlichen Québec (Kanada) vor.
Sie wächst dort in dichtem Gebüsch oder lichten Wäldern, gewöhnlich in sandigem oder steinigen Boden. Sie blüht von Mai bis Juli; die Blüten duften. Die Vermehrung kann zu einem kleineren Teil auch vegetativ erfolgen. Durch Seitensprosse und deren Trennung von der Mutterpflanze kann es zu kleinen Kolonien klonaler Pflanzen kommen.

## Taxonomie und Systematik
Das Taxon wurde bereits 1753 von Carl von Linné erstmals beschrieben. Eine weitere frühe Beschreibung erfolgte durch Thomas Walter. Jüngere Synonyme sind:
- Asclepias hybridus Michx. (1803)[4]
- Asclepias variegata a major Hook. (1837)[5]
- Biventraria variegata (L.) Small (1933)[6]

## Belege